# Paulo Granjo
Paulo Granjo (Évora, 2 de julho de 1963) é um antropólogo português, investigador do Instituto de Ciências Sociais da Universidade de Lisboa e pioneiro da antropologia industrial em Portugal e Moçambique.

## Biografia
Paulo Granjo nasceu em Évora, no Alentejo, apesar de ter crescido em Lisboa.
É licenciado em Antropologia e tem um doutoramento em Antropologia Social pelo ISCTE obtido em 2001.
Foi galardoado com o Prémio Sedas Nunes em 2007 pelo seu livro "Trabalhamos Sobre um Barril de Pólvora", que explora a vida e os riscos enfrentados pelos homens na refinaria de Sines.
O seu trabalho estende-se a uma variedade de temas com especial enfoque em Portugal e Moçambique, incluindo adivinhação e cura, feitiçaria, práticas familiares e lobolo, linchamentos e protestos violentos, reintegração social de veteranos, discriminação contra gémeos e albinos, alterações climáticas e precariedade laboral.
Os seus estudos são impulsionados por dois interesses teóricos principais: as conceções e respostas sociais a ameaças e riscos, enquadrados no conceito de "sistemas de domesticação da incerteza"; e a inclusão da complexidade dos fenómenos sociais na análise, inspirada na "teoria do caos".
O seu vasto legado académico inclui diversos livros e mais de cinquenta artigos académicos, muitos dos quais utilizados em cursos universitários em Portugal, Moçambique, Brasil, Estados Unidos da América, Países Baixos ou Angola.
Em 1999, Granjo iniciou a sua carreira docente como Professor Visitante na Universidade Eduardo Mondlane, em Moçambique, onde desempenhou um papel crucial na formação da nova geração de antropólogos do país até 2006.
Atualmente, o cientista social contribui para programas de mestrado e doutoramento no Instituto de Ciências Sociais da Universidade de Lisboa e tem tido passagens como Professor Convidado em várias outras instituições portuguesas.
É membro do Conselho Científico e da Comissão de Estudos Pós-graduados do Instituto de Ciências Sociais da Universidade de Lisboa, do Colégio Tropical da Universidade de Lisboa, Sócio Honorário por Mérito da Associação de Médicos Tradicionais de Moçambique (AMETRAMO) e Pesquisador Correspondente do Centro de Estudos Africanos da Universidade Eduardo Mondlane.
Entre 2010 e 2020, foi autor de colunas de opinião no jornal diário português Público.

## Livros
- 1994 - "Visões do Sindicalismo: trabalhadores e dirigentes", (juntamente com Joana Ribeiro e Nuno Leitão), Edições Cosmos, Portugal ISBN 978-972-80-8144-7
- 2005 - "Lobolo em Maputo - Um velho idioma para novas vivências conjugais", Campo das Letras, Portugal ISBN 978-972-61-0921-1
- 2006 - "Trabalhamos Sobre um Barril de Pólvora - Homens e perigo na refinaria de Sines", Imprensa de Ciências Sociais, Portugal ISBN 978-972-67-1125-4
- 2009 - "Um Amor Colonial: Álvaro e Rosita - Lisboa/Angola/Moçambique", Edições Cosmos, Portugal ISBN 978-972-76-2327-3
- 2013 - "O Que é Investigar", (juntamente com Carmeliza Rosário e Michel Cahen), Escolar Editora, Portugal ISBN 978-972-59-2375-7
- 2014 - "O Que é Racismo?", (juntamente com Paulo de Carvalho, Rosália Diogo e Jaqueline de Jesus), Escolar Editora, Portugal ISBN 978-972-59-2430-3
- 2015 - "Entre Maputo e Lisboa: Reflexões de um Antropólogo na Blogosfera", Imprensa de Ciências Sociais, Portugal ISBN 978-972-67-1348-7
- 2024 - "O Cheiro do Sangue de Ovelha - Um tratamento de curandeiros em Moçambique", Tinta da China, Portugal ISBN 978-989-67-1798-8 [9][10]

## Prémios
- 2007 - Prémio Sedas Nunes